# Hospic (zdravstvo)
Hospíc je ustanova ali oddelek za nego in paliativno zdravljenje bolnikov v terminalni fazi bolezni. V širšem smislu ne zajema le ustanove, temveč program celostne skrbi za umirajočega bolnika in njegovo družino. Glavno vodilo tega programa je narediti vse, da bo bolnik do zadnjega trenutka živel čim bolj kakovostno, hkrati pa pomagati tudi njegovi družini, v času svojčeve bolezni in še pozneje, v času žalovanja.

## Zgodovinski razvoj
Etimološko prihaja beseda iz latinščine, kjer hospes pomeni tako gosta kot gostitelja. Prvi hospici naj bi se pojavili v 11. stoletju, prostori za neozdravljivo bolne pa so izpričani tudi v času križarskih vojn na prelomu iz 11. v 12. stoletje. V začetku 14. stoletja je malteški viteški red odprl prvi hospic na Rodosu, ki je bil namenjen za zavetje popotnikom in za nudenje nege bolnim in umirajočim. Razcvet so hospici doživeli v srednjem veku, nato pa so jih v 17. stoletju v Franciji zopet oživile sestre usmiljenke. Francija je nadaljevala z razvojem hospicev; leta 1843 so odprli hospic L'Association des Dames du Calvaire, ki ga je ustanovil Jeanne Garnier,do leta 1900 pa so jih ustanovili še šest.
Hospice so začeli ustanovljati tudi drugje. V Združenem kraljestvu so v sredini 19. stoletja opozarjali na potrebo po oskrbi terminalno bolnih, zlasti revežev, na kar sta opozorila s članki tudi strokovna medicinska vestnika The Lancet in British Medical Journal. Eden od prvih korakov je bilo pdprtje Friedenheima v Londonu, ki je leta 1892 nudil 35 postelj za umirajoče zaradi jetike. Do leta 1905 so v Londonu ustanovili še štiri hospice. Hospici so se začeli porajati tudi v Avstraliji, kjer so jih odprli med drugim v Adelaidu (Home for Incurables, 1879) in Sidneyju (Home of Peace, 1902; Anglican House of Peace for the Dying, 1907). V New Yorku so leta 1899odprli hospic St. Rose's Hospice by the Servants for Relief of Incurable Cancer, ki se je nato razširil še na šest lokacij v drugih mestih.
Med vplivnejšimi zgodnjimi ustanovitelji hospicev so bile irske redovnice, ki so leta 1879 ustanovile hospic Our Lady's Hospice v Dublinu. V njega so se zatekli številni bolniki, zlasti z jetiko in rakom. Ustanovile so hospice tudi zunaj Irske; Sacred Heart Hospice for the Dying so odprle v Sidneyu leta 1890, v 30-ih letih 19. stoletja hospica v Melbournu in Novem Južnem Walesu, leta 1905 pa Hospic svetega Jožefa v Londonu). V slednjem je medicinska sestra Cicely Saunders v 50-ih letih 20. stoletja razvila številna osnovna načela sodobne nege v hospicih.

### Hospici v sodobnem času
Sodoben razvoj nege v hospicih se je začel z britansko zdravstveno delavko Cicely Saunders, ki se je posvetila zdravstveni karieri zaradi svojih kroničnih težav z zdravjem. 
Najprej je delala kot medicinska sestra in socialna delavka, kasneje pa je končala tudi medicinsko fakulteto. V šoli so jo slabo oziroma je sploh niso pripravili za zdravstveno nego umirajočih in z njimi se je bala soočiti. Izrazito jo je pretresla izkušnja z žrtvijo varšavskega geta, ki je osamljen umrl leta 1948 na majhnem kirurškem oddelku v Londonu. Sčasoma je razvila miselnost, da potrebujejo terminalno bolni sočutno oskrbo, ki jim pomaga izraziti svoje skrbi in strahove, ter paliativno zdravljenje za lajšanje telesnih simptomov. Po končanju študija medicine leta 1957 se je zaposlila v Hospicu svetega Jožefa, kjer je dotlej delala prostovoljno. Leta 1967 je v Syderhamu, predmestju Londona, ustanovila Hospic svetega Krištofa, ki so mu sledile še druge podobne ustanove v Angliji in drugod po svetu.
Saundersova je svoje prepričanje o paliativni oskrbi širila mednarodno ter se večkrat odpravila v Združene države Amerike, prvič leta 1963. Florence Wald, dekanja šole za medicinske sestre na Yalu, je prisostvovala na enem od govorov Cicely Sauders ter jo je leta 1969 obiskala v Hospicu sv. Krištofa, tam z njo sodelovala en mesec ter nato prenesla sodobna načela nege v hospicih v ZDA, kjer je leta 1971 ustanovila svoj hospic.
Približno v enakem času kot Saundersova je na področju sodobne oskrbe umirajočih začela delovati tudi švicarska psihiatrinja Elisabeth Kübler-Ross. Njen mož, ameriški zdravnik, je deloval v bolnišnici v Čikagu, kjer je Kübler-Rosseva spoznala, da je tamkajšnja nega smrtno bolnih neustrezna. Leta 1969 je izdala knjigo O smrti in umiranju (On Death and Dying), ki je postala uspešnica in je tako skupaj s Saunderjevo in nekaterimi drugimi pomembno vplivala na razvoj sodobne obravnave terminalnih bolnikov.

## Stanje v Sloveniji
V Sloveniji za zdaj deluje le en hospic, in sicer Hiša Ljubhospica, ki so jo odprli decembra 2010. Namenjena je odraslim s kronično neozdravljivo boleznijo v zaključni fazi.